# Василий Лановой
Василий Семьонович Лановой (на руски: Василий Семёнович Лановой, * 16 януари 1934 г.; † 28 януари 2021 г. в Москва) е съветски и руски театрален и филмов актьор и театрален педагог. От 1957 г. е актьор в театър „Вахтангов“ в Москва.

## Актьорска кариера
Лановой печели слава, като играе големи, смели герои, които съчетават героична храброст с чувствителност, типична в представянето на руските герои, тенденция, очевидна в много от ранните му творби като „Свидетелство за зрелост“ (1954) и „Как се калява стоманата“ (1956).
Многобройните филмови роли на Лановой от 60-те години включват Анатол Курагин във „Война и мир“ на Сергей Бондарчук (1966) и граф Вронски в адаптацията на Александър Сарчи по Лев Толстой „Ана Каренина“ (1967). По това време той се опитва да създаде сложни психологически портрети на своите герои.
Той обаче е най-известен с ролите си в популярни съветски филми от 70-те години на XX век на тема Втората световна война. Лановой изобразява Иван Варава, един от главните герои в сагата от 1971 г. „Офицери“, която се превръща в жизнеутвърждаващ филм за офицерите от Съветската армия. Той също играе поддържаща роля като генерал от SS Карл Волф в култовия шпионски телевизионен сериал Seventeen Moments of Spring (1973).

## Личен живот
Лановой е роден в семейство на украински фермери. Родителите му, родом от Одеска област, бягат в Москва, заради Гладомора. Въпреки това нацистко-румънската окупация от Втората световна война засяга Василий в Южна Украйна с роднините му от селото, докато родителите му са евакуирани на изток от Съветския съюз навреме като работници във важна военна промишлена компания.
От 1972 г. до смъртта си Лановой е женен за Ирина Купченко, самата тя известна съветска актриса, която е учила в Киев. Първата му съпруга от 1955 до 1958 г. е Татяна Самойлова, известна с главните си роли в „Жеравите“ и „Ана Каренина“.

## Политика
Той критикува украинските демонстрации на Евромайдана през 2014 г., твърдейки, че Съединените щати използват украинците за собствена политическа изгода.
През 2014 г. той подписва петиция в подкрепа на анексирането на Крим, което е в нарушение на международното право. Заради това му е забранено да влиза в Украйна.